# Булон (Кальвадос)
Було́н (фр. Boulon) — коммуна во Франции, находится в регионе Нижняя Нормандия. Департамент коммуны — Кальвадос. Входит в состав кантона Бретвиль-сюр-Лез. Округ коммуны — Кан.
Код INSEE коммуны — 14090.

## Население
Население коммуны на 2010 год составляло 608 человек.
| 1962 | 1968 | 1975 | 1982 | 1990 | 1999 | 2010 |
| ---- | ---- | ---- | ---- | ---- | ---- | ---- |
| 457  | 406  | 458  | 589  | 592  | 554  | 608  |

## Экономика
В 2010 году среди 435 человек трудоспособного возраста (15—64 лет) 309 были экономически активными, 126 — неактивными (показатель активности — 71,0 %, в 1999 году было 67,2 %). Из 309 активных жителей работали 292 человека (161 мужчина и 131 женщина), безработных было 17 (10 мужчин и 7 женщин). Среди 126 неактивных 36 человек были учениками или студентами, 55 — пенсионерами, 35 были неактивными по другим причинам.